# 塞巴斯蒂昂拉兰热拉斯
塞巴斯蒂昂拉兰热拉斯是巴西巴伊亚州的一个市镇。总面积2004.185平方公里，总人口9424人，人口密度4.7人/平方公里。